# La Cienega/Jefferson (Metro de Los Ángeles)
La Cienega/Jefferson (anteriormente Sentous) es una estación en la Línea E del Metro de Los Ángeles. La estación se encuentra localizada en 5664 W Jefferson Blvd en Los Ángeles. La estación La Cienega/Jefferson fue inaugurada el 17 de octubre de 1875. La Autoridad de Transporte Metropolitano del Condado de Los Ángeles es la encargada por el mantenimiento y administración de la estación. 

## Descripción y servicios
La estación La Cienega/Jefferson cuenta con 1 plataforma central y 2 vías. La estación también cuenta con 476 de espacios de aparcamiento. 

## Conexiones
La estación es abastecida por las siguientes conexiones: 
- Rutas de autobuses de Metro Local: 38, 105, 217 
Metro Rapid: 705 
Culver CityBus: 4